# Liga Mistrzów UEFA (2024/2025)/Faza kwalifikacyjna
Artykuł prezentuje szczegółowe dane dotyczące rozegranych meczów które miały na celu wyłonienie 7 drużyn piłkarskich, które wezmą udział w fazie ligowej Ligi Mistrzów UEFA 2024/2025. Faza kwalifikacyjna trwała od 9 lipca do 28 sierpnia 2024.

## Terminarz
| Faza         | Runda                         | Data losowania  | Pierwszy mecz       | Drugi mecz          |
| ------------ | ----------------------------- | --------------- | ------------------- | ------------------- |
| Kwalifikacje | Pierwsza runda kwalifikacyjna | 18 czerwca 2024 | 9–10 lipca 2024     | 16–17 lipca 2024    |
| Kwalifikacje | Druga runda kwalifikacyjna    | 19 czerwca 2024 | 23–24 lipca 2024    | 30–31 lipca 2024    |
| Kwalifikacje | Trzecia runda kwalifikacyjna  | 22 lipca 2024   | 6–7 sierpnia 2024   | 13 sierpnia 2024    |
| Play-off     | Play-off                      | 5 sierpnia 2024 | 20–21 sierpnia 2024 | 27–28 sierpnia 2024 |

## I runda kwalifikacyjna
Do startu w I rundzie kwalifikacyjnej uprawnionych było 28 drużyn, z czego 14 było rozstawionych. Drużyny, które przegrały w tej rundzie, otrzymały prawo gry w II rundzie kwalifikacyjnej Ligi Konferencji UEFA.

### Podział na koszyki
| Grupa 1                | Grupa 1 |
| ---------------------- | ------- |
| Drużyny rozstawione    |         |
| Drużyna                | Wsp.    |
| Slovan Bratysława      | 30.500  |
| Lincoln Red Imps       | 9.000   |
| The New Saints F.C.    | 8.500   |
| Ballkani               | 6.000   |
| Borac Banja Luka       | 5.500   |
| Drużyny nierozstawione |         |
| Drużyna                | Wsp.    |
| Ħamrun Spartans        | 4.500   |
| FK Struga              | 3.500   |
| Dečić                  | 2.000   |
| Egnatia Rrogozhinë     | 1.475   |
| UE Santa Coloma        | 1.199   |

| Grupa 2                | Grupa 2 |
| ---------------------- | ------- |
| Drużyny rozstawione    |         |
| Drużyna                | Wsp.    |
| HJK Helsinki           | 11.500  |
| Flora Tallinn          | 11.000  |
| KÍ Klaksvík            | 10.000  |
| Shamrock Rovers        | 9.500   |
| FK RFS                 | 8.000   |
| Drużyny nierozstawione |         |
| Drużyna                | Wsp.    |
| NK Celje               | 4.500   |
| Larne F.C.             | 4.500   |
| FK Poniewież           | 4.000   |
| Víkingur Reykjavík     | 4.000   |
| FC Differdange 03      | 3.500   |

| Grupa 3                | Grupa 3 |
| ---------------------- | ------- |
| Drużyny rozstawione    |         |
| Drużyna                | Wsp.    |
| Łudogorec Razgrad      | 26.000  |
| FCSB                   | 10.500  |
| Piunik Erywań          | 8.000   |
| Petrocub Hîncești      | 7.000   |
| Drużyny nierozstawione |         |
| Drużyna                | Wsp.    |
| Dinamo Batumi          | 5.500   |
| Dynama Mińsk           | 5.000   |
| Ordabasy Szymkent      | 4.100   |
| AC Virtus              | 3.000   |

### Pary I rundy kwalifikacyjnej
| Drużyna 1           | Wynik dwumeczu | Drużyna 2          | Pierwszy mecz | Drugi mecz  |
| ------------------- | -------------- | ------------------ | ------------- | ----------- |
| Slovan Bratysława   | 6:3            | FK Struga          | 4:2           | 2:1         |
| The New Saints F.C. | 4:1            | Dečić              | 3:0           | 1:1         |
| Borac Banja Luka    | 2:2 (4:1 k.)   | Egnatia Rrogozhinë | 1:0           | 1:2 (dogr.) |
| Ħamrun Spartans     | 1:1 (4:5 k.)   | Lincoln Red Imps   | 0:1           | 1:0 (dogr.) |
| UE Santa Coloma     | 3:3 (6:5 k.)   | Ballkani           | 1:2           | 2:1 (dogr.) |
| Flora Tallinn       | 1:7            | NK Celje           | 0:5           | 1:2         |
| KÍ Klaksvík         | 2:0            | FC Differdange 03  | 2:0           | 0:0         |
| FK Poniewież        | 4:1            | HJK Helsinki       | 3:0           | 1:1         |
| FK RFS              | 7:0            | Larne F.C.         | 3:0           | 4:0         |
| Víkingur Reykjavík  | 1:2            | Shamrock Rovers    | 0:0           | 1:2         |
| AC Virtus           | 1:11           | FCSB               | 1:7           | 0:4         |
| Łudogorec Razgrad   | 3:2            | Dinamo Batumi      | 3:1           | 0:1         |
| Ordabasy Szymkent   | 0:1            | Petrocub Hîncești  | 0:0           | 0:1         |
| Dynama Mińsk        | 1:0            | Piunik Erywań      | 0:0           | 1:0         |

### Pierwsze mecze
| 110 lipca 2024 | Slovan Bratysława                      | 4:2   | FK Struga             |                                                                                 |
| 19:00 CEST     | Weiss 16' · Mak 36' · Kucka 85', 90+1' | (2:0) | 55' (k.), 74' Ibraimi | Národný futbalový štadión, Bratysława Widzów: 11 259 Sędzia: Stéphanie Frappart |

| 29 lipca 2024 | The New Saints F.C.        | 3:0   | Dečić |                                                            |
| 20:00 CEST    | Young 4', 28' · Davies 39' | (3:0) |       | Park Hall, Oswestry Widzów: 810 Sędzia: Bram Van Driessche |

| 310 lipca 2024 | Borac Banja Luka | 1:0   | Egnatia Rrogozhinë |                                                                    |
| 21:00 CEST     | Hrelja 90+6'     | (0:0) |                    | Stadion Miejski, Banja Luka Widzów: 7 832 Sędzia: Daniel Stefański |

| 49 lipca 2024 | Ħamrun Spartans | 0:1   | Lincoln Red Imps |                                                                      |
| 18:45 CEST    |                 | (0:1) | 37' Britto       | Centenary Stadium, Ta’ Qali Widzów: 1 342 Sędzia: Aleksandar Stawrew |

| 59 lipca 2024 | UE Santa Coloma | 1:2   | Ballkani                         |                                                           |
| 20:00 CEST    | El Ghazoui 22'  | (1:1) | 42' (k.) Emërllahu · 90' Karrica | Estadi Nacional, Andora Widzów: 445 Sędzia: Marcel Birsan |

| 610 lipca 2024 | Flora Tallinn | 0:5   | NK Celje                                                                |                                                                     |
| 18:00 CEST     |               | (0:3) | 7' Matko · 10' Vuklišević · 45+1' Zabukovnik · 71' Aarons · 90' Svetlin | A. Le Coq Arena, Tallinn Widzów: 2 002 Sędzia: Alejandro Muñiz Ruiz |

| 710 lipca 2024 | KÍ Klaksvík                   | 2:0   | FC Differdange 03 |                                                       |
| 20:00 CEST     | Frederiksberg 12', 45+4' (k.) | (2:0) |                   | Djúpumýra, Klaksvík Widzów: 1 161 Sędzia: David Munro |

| 89 lipca 2024 | FK Poniewież                               | 3:0   | HJK Helsinki |                                                                  |
| 17:30 CEST    | Veliulis 17' · Gorobsov 65' (k.) · Mbo 67' | (1:0) |              | Stadion Auksztocki, Poniewież Widzów: 1 100 Sędzia: Luca Cibelli |

| 910 lipca 2024 | FK RFS                               | 3:0   | Larne F.C. |                                                           |
| 19:00 CEST     | Ķigurs 30' · Balodis 49' · Panić 60' | (1:0) |            | LNK Sporta Parks, Ryga Widzów: 1 700 Sędzia: Ondřej Berka |

| 109 lipca 2024 | Víkingur Reykjavík | 0:0   | Shamrock Rovers |                                                                 |
| 20:45 CEST     |                    | (0:0) |                 | Víkingsvöllur, Reykjavík Widzów: 1 108 Sędzia: Sigurd Kringstad |

| 119 lipca 2024 | AC Virtus      | 1:7   | FCSB                                                              |                                                                    |
| 21:00 CEST     | Battistini 86' | (0:5) | 6' (k.), 11', 37' Olaru · 22', 27' Dan. Popa · 70', 73' Miculescu | San Marino Stadium, Serravalle Widzów: 1 863 Sędzia: Antoni Bandić |

| 1210 lipca 2024 | Łudogorec Razgrad                   | 3:1   | Dinamo Batumi     |                                                                |
| 20:00 CEST      | Tekpetey 13' · Rick 24' · Witry 72' | (2:0) | 62' Mamuczaszwili | Łudogorec Arena, Razgrad Widzów: 4 561 Sędzia: Robert Schröder |

| 1310 lipca 2024 | Ordabasy Szymkent | 0:0   | Petrocub Hîncești |                                                                                  |
| 17:00 CEST      |                   | (0:0) |                   | Stadion Każymukana Mungajtpasuly, Szymkent Widzów: 16 500 Sędzia: Patrik Kolarić |

| 1410 lipca 2024 | Dynama Mińsk | 0:0   | Piunik Erywań |                                                                        |
| 20:45 CEST      |              | (0:0) |               | Mezőkövesdi Városi Stadion, Mezőkövesd Widzów: 0 Sędzia: Wolen Czinkow |

### Rewanże
| 117 lipca 2024 | FK Struga    | 1:2   | Slovan Bratysława               |                                                                                      |
| 17:00 CEST     | Compaoré 85' | (0:2) | 9' Weiss · 34' (sam.) Ristewski | Stadion Biljanini Izwori, Ochryda Widzów: 1 223 Sędzia: Ricardo de Burgos Bengoetxea |

| 216 lipca 2024 | Dečić       | 1:1   | The New Saints F.C. |                                                                       |
| 21:00 CEST     | Kajević 72' | (0:1) | 43' (k.) Young      | Stadion Pod Goricom, Podgorica Widzów: 1 400 Sędzia: Atilla Karaoğlan |

| 317 lipca 2024 | Egnatia Rrogozhinë               | 2:1 (pd.)               | Borac Banja Luka                      |                                                                       |
| 21:00 CEST     | İbrahimoğlu 17' · Doukouo 82'    | (1:1, 2:1, 2:1, k. 1:4) | 30' Lukić                             | Stadiumi Ruzhdi Bizhuta, Elbasan Widzów: 2 000 Sędzia: Andrea Colombo |
| 21:00 CEST     | · Aleksi · İbrahimoğlu · Lushkja | Rzuty karne             | · Herrera · Pejović · Hasukić · Čavić | Stadiumi Ruzhdi Bizhuta, Elbasan Widzów: 2 000 Sędzia: Andrea Colombo |

| 416 lipca 2024 | Lincoln Red Imps                         | 0:1 (pd.)               | Ħamrun Spartans                                |                                                                   |
| 18:00 CEST     |                                          | (0:0, 0:1, 0:1, k. 5:4) | 89' Vitão                                      | Europa Sports Park, Gibraltar Widzów: 720 Sędzia: Eric Wattellier |
| 18:00 CEST     | · Britto · Nano · De Barr · Toni · Muñoz | Rzuty karne             | · Emerson · Montebello · Mayron · Mbong · Borg | Europa Sports Park, Gibraltar Widzów: 720 Sędzia: Eric Wattellier |

| 516 lipca 2024 | Ballkani                                                          | 1:2 (pd.)               | UE Santa Coloma                                                           |                                                                    |
| 16:30 CEST     | Hamidi 109'                                                       | (0:0, 0:1, 1:1, k. 5:6) | 90+2' (sam.) Hamidi · 102' De Jesús                                       | Stadion Miejski, Podujevo Widzów: 1 000 Sędzia: Oleksij Derewinski |
| 16:30 CEST     | · Emërllahu · Dulaj · Hamidi · Engjëll · Potoku · Abedini · Thaçi | Rzuty karne             | · Garcia · El Ghazoui · Joaquinete · De Jesús · Virgili · Tellado · Lluch | Stadion Miejski, Podujevo Widzów: 1 000 Sędzia: Oleksij Derewinski |

| 616 lipca 2024 | NK Celje                       | 2:1   | Flora Tallinn |                                                                   |
| 19:00 CEST     | Matko 73' (k.) · Karničnik 76' | (0:1) | 12' Varjund   | Stadion Z’dežele, Celje Widzów: 2 382 Sędzia: Goga Kikacheishvili |

| 717 lipca 2024 | FC Differdange 03 | 0:0   | KÍ Klaksvík |                                                                                      |
| 19:00 CEST     |                   | (0:0) |             | Stade Municipal de la Ville, Differdange Widzów: 1 950 Sędzia: Javier Alberola Rojas |

| 816 lipca 2024 | HJK Helsinki | 1:1   | FK Poniewież |                                                          |
| 18:00 CEST     | Erwin 38'    | (1:1) | 45' Veliulis | Bolt Arena, Helsinki Widzów: 5 292 Sędzia: Andrew Madley |

| 917 lipca 2024 | Larne F.C. | 0:4   | FK RFS                                                     |                                                         |
| 21:00 CEST     |            | (0:3) | 38' Emerson · 44' Lemajić · 45+3' Ikaunieks · 56' Diomande | Inver Park, Larne Widzów: 2 030 Sędzia: Gustavo Correia |

| 1016 lipca 2024 | Shamrock Rovers | 2:1   | Víkingur Reykjavík |                                                               |
| 21:00 CEST      | Kenny 8', 20'   | (2:0) | 60' Hansen         | Tallaght Stadium, Dublin Widzów: 7 632 Sędzia: Jarred Gillett |

| 1116 lipca 2024 | FCSB                                          | 4:0   | AC Virtus |                                                                |
| 19:30 CEST      | Băluță 20' · Edjouma 28', 36' · Miculescu 72' | (3:0) |           | Stadionul Steaua, Bukareszt Widzów: 7 262 Sędzia: Stefan Ebner |

| 1217 lipca 2024 | Dinamo Batumi    | 1:0   | Łudogorec Razgrad |                                                         |
| 19:00 CEST      | Mamuczaszwili 3' | (1:0) |                   | Stadion Batumi, Batumi Widzów: 14 967 Sędzia: Dario Bel |

| 1317 lipca 2024 | Petrocub Hîncești | 1:0   | Ordabasy Szymkent |                                                                 |
| 19:00 CEST      | Lungu 34'         | (1:0) |                   | Stadion Zimbru, Kiszyniów Widzów: 6 752 Sędzia: Miloš Milanović |

| 1416 lipca 2024 | Piunik Erywań | 0:1   | Dynama Mińsk         |                                                                                      |
| 18:00 CEST      |               | (0:0) | 90' (k.) Hauryłowicz | Stadion Republikański im. Wazgena Sarkisjana, Erywań Widzów: 7 400 Sędzia: Snir Levy |

## II runda kwalifikacyjna
Od tej rundy turniej kwalifikacyjny został podzielony na 2 części – dla mistrzów i niemistrzów poszczególnych federacji:
- do startu w II rundzie kwalifikacyjnej dla mistrzów uprawnione były 24 drużyn (w tym 14 zwycięzców I rundy), z czego 12 było rozstawionych;
- do startu w II rundzie kwalifikacyjnej w ścieżce ligowej uprawnione były 4 drużyny, z czego 2 były rozstawione.

Drużyny, które przegrały w tej rundzie, otrzymały prawo gry w III rundzie kwalifikacyjnej Ligi Europy UEFA.

### Podział na koszyki
Uwaga: Losowanie II rundy kwalifikacyjnej odbyło się przed zakończeniem I rundy kwalifikacyjnej, więc rozstawienia dokonano przyjmując założenie, że awans uzyska drużyna z najwyższym współczynnikiem w poprzedniej rundzie. W przypadku awansu, którejś z drużyn nierozstawionej, w II rundzie przejmuje ona współczynnik najwyżej rozstawionego rywala.
Oznaczenia:
| Drużyny, które awansowały z I rundy eliminacyjnej zachowując swój współczynnik. |

| Drużyny, które zaczęły rywalizację od II rundy eliminacyjnej. |

| Drużyny, które awansowały z I rundy eliminacyjnej, przejmując współczynnik rywala. |

Ścieżka mistrzowska:
| Grupa 1                | Grupa 1 |
| ---------------------- | ------- |
| Drużyny rozstawione    |         |
| Drużyna                | Wsp.    |
| PAOK FC                | 37.000  |
| Ferencvárosi TC        | 35.000  |
| Łudogorec Razgrad      | 26.000  |
| APOEL Nikozja          | 14.500  |
| Drużyny nierozstawione |         |
| Drużyna                | Wsp.    |
| The New Saints F.C.    | 8.500   |
| Dynama Mińsk           | 8.000   |
| Petrocub Hîncești      | 7.000   |
| Borac Banja Luka       | 5.500   |

| Grupa 2                | Grupa 2 |
| ---------------------- | ------- |
| Drużyny rozstawione    |         |
| Drużyna                | Wsp.    |
| FK Bodø/Glimt          | 28.000  |
| FC Midtjylland         | 25.500  |
| Sparta Praga           | 22.500  |
| Malmö FF               | 18.500  |
| Drużyny nierozstawione |         |
| Drużyna                | Wsp.    |
| KÍ Klaksvík            | 10.000  |
| Shamrock Rovers        | 9.500   |
| FK RFS                 | 8.000   |
| UE Santa Coloma        | 6.000   |

| Grupa 3                | Grupa 3 |
| ---------------------- | ------- |
| Drużyny rozstawione    |         |
| Drużyna                | Wsp.    |
| Maccabi Tel Awiw       | 35.500  |
| Qarabağ FK             | 33.000  |
| Slovan Bratysława      | 30.500  |
| FK Poniewież           | 11.500  |
| Drużyny nierozstawione |         |
| Drużyna                | Wsp.    |
| NK Celje               | 11.000  |
| FCSB                   | 10.500  |
| Lincoln Red Imps       | 9.000   |
| Jagiellonia Białystok  | 5.075   |

Ścieżka ligowa:
| Drużyny rozstawione    |        |
| Drużyna                | Wsp.   |
| Fenerbahçe SK          | 36.000 |
| Dynamo Kijów           | 26.500 |
| Drużyny nierozstawione |        |
| Drużyna                | Wsp.   |
| Partizan Belgrad       | 25.500 |
| FC Lugano              | 8.000  |

### Pary II rundy kwalifikacyjnej
| Drużyna 1           | Wynik dwumeczu | Drużyna 2             | Pierwszy mecz | Drugi mecz |
| ------------------- | -------------- | --------------------- | ------------- | ---------- |
| Ścieżka mistrzowska |                |                       |               |            |
| Łudogorec Razgrad   | 2:1            | Dynama Mińsk          | 2:0           | 0:1        |
| APOEL Nikozja       | 2:1            | Petrocub Hîncești     | 1:0           | 1:1        |
| Ferencvárosi TC     | 7:1            | The New Saints F.C.   | 5:0           | 2:1        |
| PAOK FC             | 4:2            | Borac Banja Luka      | 3:2           | 1:0        |
| FK Bodø/Glimt       | 7:1            | FK RFS                | 4:0           | 3:1        |
| Malmö FF            | 6:4            | KÍ Klaksvík           | 4:1           | 2:3        |
| Shamrock Rovers     | 2:6            | Sparta Praga          | 0:2           | 2:4        |
| UE Santa Coloma     | 0:4            | FC Midtjylland        | 0:3           | 0:1        |
| NK Celje            | 1:6            | Slovan Bratysława     | 1:1           | 0:5        |
| FK Poniewież        | 1:7            | Jagiellonia Białystok | 0:4           | 1:3        |
| Lincoln Red Imps    | 0:7            | Qarabağ FK            | 0:2           | 0:5        |
| FCSB                | 2:1            | Maccabi Tel Awiw      | 1:1           | 1:0        |
| Ścieżka ligowa      |                |                       |               |            |
| FC Lugano           | 4:6            | Fenerbahçe SK         | 3:4           | 1:2        |
| Dynamo Kijów        | 9:2            | Partizan Belgrad      | 6:2           | 3:0        |

### Pierwsze mecze

#### Ścieżka mistrzowska
| 124 lipca 2024 | Łudogorec Razgrad                | 2:0   | Dynama Mińsk |                                                                |
| 20:00 CEST     | Tekpetey 9' · Nedelew 45+1' (k.) | (2:0) |              | Łudogorec Arena, Razgrad Widzów: 5 323 Sędzia: Eldorjan Hamiti |

| 223 lipca 2024 | APOEL Nikozja       | 1:0 | Petrocub Hîncești |                                                             |
| 19:00 CEST     | Marquinhos 38' (k.) |     |                   | Stadion GSP, Nikozja Widzów: 13 801 Sędzia: Robert Schröder |

| 323 lipca 2024 | Ferencvárosi TC                                               | 5:0   | The New Saints F.C. |                                                                             |
| 20:00 CEST     | Traoré 15', 21', 54' · Zachariassen 24' · Marquinhos 62' (k.) | (3:0) |                     | Groupama Aréna, Budapeszt Widzów: 16 231 Sędzia: Guillermo Cuadra Fernández |

| 424 lipca 2024 | PAOK FC                                | 3:2   | Borac Banja Luka                 |                                                            |
| 19:30 CEST     | Kulierakis 17', 39' · Troost-Ekong 51' | (2:2) | 22' (k.) Herrera · 45+3' Kulašin | Stadion Tumba, Saloniki Widzów: 16 135 Sędzia: David Šmajc |

| 523 lipca 2024 | FK Bodø/Glimt                                   | 4:0   | FK RFS |                                                              |
| 17:00 CEST     | Mikkelsen 2', 76' · Saltnes 18' · Kapskarmo 40' | (3:0) |        | Aspmyra Stadion, Bodø Widzów: 5 427 Sędzia: Donald Robertson |

| 623 lipca 2024 | Malmö FF                                 | 4:1   | KÍ Klaksvík       |                                                                |
| 19:00 CEST     | Johnsen 21', 43' · Bolin 37' · Rieks 85' | (3:0) | 71' Frederiksberg | Swedbank Stadion, Malmö Widzów: 18 432 Sędzia: Lukas Fähndrich |

| 723 lipca 2024 | Shamrock Rovers | 0:2   | Sparta Praga                  |                                                           |
| 20:00 CEST     |                 | (0:1) | 38' Birmančević · 65' Wiesner | Tallaght Stadium, Dublin Widzów: 9 684 Sędzia: Joey Kooij |

| 823 lipca 2024 | UE Santa Coloma | 0:3   | FC Midtjylland                  |                                                                |
| 20:00 CEST     |                 | (0:2) | 12' Djú · 28' Diao · 63' Şimşir | Estadi Nacional, Andora Widzów: 664 Sędzia: Abdulkadir Bitigen |

| 924 lipca 2024 | NK Celje     | 1:1   | Slovan Bratysława |                                                              |
| 20:15 CEST     | Bobičanec 7' | (1:1) | 11' Strelec       | Stadion Z’dežele, Celje Widzów: 4 382 Sędzia: Darren England |

| 1023 lipca 2024 | FK Poniewież | 0:4   | Jagiellonia Białystok           |                                                                   |
| 17:30 CEST      |              | (0:3) | 15', 28', 29' Imaz · 80' Hansen | Stadion Auksztocki, Poniewież Widzów: 3 850 Sędzia: Novak Simović |

| 1123 lipca 2024 | Lincoln Red Imps | 0:2   | Qarabağ FK                   |                                                              |
| 18:00 CEST      |                  | (0:1) | 45+2' Juninho · 75' Bayramov | Europa Sports Park, Gibraltar Widzów: 724 Sędzia: István Vad |

| 1223 lipca 2024 | FCSB     | 1:1   | Maccabi Tel Awiw |                                                                |
| 19:30 CEST      | Dawa 76' | (0:0) | 71' Biton        | Stadionul Steaua, Bukareszt Widzów: 26 235 Sędzia: Gergő Bogár |

#### Ścieżka ligowa
| 123 lipca 2024 | FC Lugano                                   | 3:4   | Fenerbahçe SK                             |                                                      |
| 20:30 CEST     | El Wafi 4' · Bislimi 64' · Valenzuela 90+4' | (1:1) | 45+1' (k.), 46', 67' Džeko · 74' Kadıoğlu | Arena Thun, Thun Widzów: 6 009 Sędzia: Tiago Martins |

| 223 lipca 2024 | Dynamo Kijów                                                                               | 6:2   | Partizan Belgrad       |                                                              |
| 20:00 CEST     | Szaparenko 40' · Brażko 43' · Karawajew 45+1' · Kabajew 55' · Popow 83' · Pichalonok 90+2' | (3:1) | 22' (k.), 66' Saldanha | Arena Lublin, Lublin Widzów: 4 712 Sędzia: Christian Dingert |

### Rewanże

#### Ścieżka mistrzowska
| 131 lipca 2024 | Dynama Mińsk | 1:0 | Łudogorec Razgrad |                                                                     |
| 20:45 CEST     | Bakhar 37'   |     |                   | Mezőkövesdi Városi Stadion, Mezőkövesd Widzów: 0 Sędzia: Yigal Frid |

| 230 lipca 2024 | Petrocub Hîncești | 1:1   | APOEL Nikozja  |                                                            |
| 19:00 CEST     | Plătică 60'       | (0:0) | 65' Marquinhos | Stadion Zimbru, Kiszyniów Widzów: 7 500 Sędzia: Fedayi San |

| 330 lipca 2024 | The New Saints F.C. | 1:2   | Ferencvárosi TC                     |                                                              |
| 20:00 CEST     | Daniels 90+1'       | (0:1) | 43' Zachariassen · 62' (k.) Rommens | Park Hall, Oswestry Widzów: 1 022 Sędzia: Damian Sylwestrzak |

| 431 lipca 2024 | Borac Banja Luka | 0:1   | PAOK FC  |                                                                       |
| 21:00 CEST     |                  | (0:1) | 25' Murg | Stadion Miejski, Banja Luka Widzów: 9 500 Sędzia: Sander van der Eijk |

| 531 lipca 2024 | FK RFS        | 1:3   | FK Bodø/Glimt                           |                                                             |
| 19:00 CEST     | Ikaunieks 14' | (1:1) | 40' (k.) Hauge · 82' Saltnes · 88' Høgh | LNK Sporta Parks, Ryga Widzów: 1 678 Sędzia: Jakob Sundberg |

| 630 lipca 2024 | KÍ Klaksvík                             | 3:2   | Malmö FF                          |                                                                  |
| 20:45 CEST     | Berntsson 2' · Frederiksberg 65', 90+5' | (1:1) | 13' Bolin · 59' (k.) Christiansen | Djúpumýra, Klaksvík Widzów: 1 247 Sędzia: Vitālijs Spasjoņņikovs |

| 730 lipca 2024 | Sparta Praga                                      | 4:2   | Shamrock Rovers |                                                           |
| 19:00 CEST     | Olatunji 29' · Ross 41' · Sørensen 48' · Tuci 71' | (2:1) | 32', 47' Greene | Generali Arena, Praga Widzów: 17 367 Sędzia: Simone Sozza |

| 831 lipca 2024 | FC Midtjylland | 1:0   | UE Santa Coloma |                                                       |
| 19:15 CEST     | Osorio 72'     | (0:0) |                 | MCH Arena, Herning Widzów: 7 917 Sędzia: Rob Hennessy |

| 930 lipca 2024 | Slovan Bratysława                                       | 5:0   | NK Celje |                                                                            |
| 20:30 CEST     | Tolić 17' · Strelec 30', 72' · Mak 60' · Barseghian 75' | (2:0) |          | Národný futbalový štadión, Bratysława Widzów: 17 197 Sędzia: Fabio Maresca |

| 1031 lipca 2024 | Jagiellonia Białystok                         | 3:1   | FK Poniewież |                                                                   |
| 20:30 CEST      | Pululu 12' (k.), 69' (k.) · Beneta 84' (sam.) | (1:0) | 88' Gussiås  | Stadion Miejski, Białystok Widzów: 17 589 Sędzia: Vassilis Fotias |

| 1130 lipca 2024 | Qarabağ FK                                       | 5:0   | Lincoln Red Imps |                                                                                           |
| 18:00 CEST      | Juninho 17', 31', 44' · Benzia 66' · Andrade 72' | (3:0) |                  | Stadion Republikański im. Tofiqa Bəhramova, Baku Widzów: 23 700 Sędzia: Wiktor Kopijewski |

| 1231 lipca 2024 | Maccabi Tel Awiw | 0:1   | FCSB       |                                                             |
| 20:00 CEST      |                  | (0:0) | 90' Baeten | Bozsik Aréna, Budapeszt Widzów: 643 Sędzia: Jérémie Pignard |

#### Ścieżka ligowa
| 130 lipca 2024 | Fenerbahçe SK               | 2:1   | FC Lugano  |                                                                         |
| 19:00 CEST     | Džeko 59' · Szymański 90+3' | (0:1) | 7' Mahmoud | Fenerbahçe Şükrü Saracoğlu, Stambuł Widzów: 37 281 Sędzia: Robert Jones |

| 231 lipca 2024 | Partizan Belgrad | 0:3   | Dynamo Kijów                                      |                                                           |
| 19:00 CEST     |                  | (0:1) | 17' Jarmołenko · 68' (k.) Wanat · 90+3' Karawajew | Stadion Partizana, Belgrad Widzów: 0 Sędzia: Marian Barbu |

## III runda kwalifikacyjna
W tej rundzie kwalifikacji utrzymany został podział na 2 ścieżki – mistrzowską i ligową:
- do startu w III rundzie kwalifikacyjnej dla mistrzów uprawnionych było 12 drużyn (w tym 12 zwycięzców II rundy), z czego 6 było rozstawionych;
- do startu w III rundzie kwalifikacyjnej w ścieżce ligowej uprawnionych było 8 drużyn (w tym 2 zwycięzców II rundy), z czego 4 były rozstawione.

Drużyny, które przegrały w tej rundzie, w ścieżce mistrzowskiej otrzymały prawo gry w rundzie play-off eliminacji do Ligi Europy UEFA, natomiast w ścieżce ligowej w fazie ligowej Ligi Europy UEFA.

### Podział na koszyki
Uwaga: Losowanie III rundy kwalifikacyjnej odbyło się przed zakończeniem II rundy kwalifikacyjnej, więc rozstawienia dokonano przyjmując założenie, że awans uzyska drużyna z najwyższym współczynnikiem w poprzedniej rundzie. W przypadku awansu, którejś z drużyn nierozstawionej, w II rundzie przejmuje ona współczynnik najwyżej rozstawionego rywala.
Oznaczenia:
| Drużyny, które awansowały z II rundy eliminacyjnej zachowując swój współczynnik. |

| Drużyny, które zaczęły rywalizację od III rundy eliminacyjnej. |

| Drużyny, które awansowały z II rundy eliminacyjnej, przejmując współczynnik rywala. |

Ścieżka mistrzowska:
| Grupa 1                | Grupa 1 |
| ---------------------- | ------- |
| Drużyny rozstawione    |         |
| Drużyna                | Wsp.    |
| FCSB                   | 35.500  |
| Qarabağ FK             | 33.000  |
| Slovan Bratysława      | 30.500  |
| Drużyny nierozstawione |         |
| Drużyna                | Wsp.    |
| Łudogorec Razgrad      | 26.000  |
| Sparta Praga           | 22.500  |
| APOEL Nikozja          | 14.500  |

| Grupa 2                | Grupa 2 |
| ---------------------- | ------- |
| Drużyny rozstawione    |         |
| Drużyna                | Wsp.    |
| PAOK FC                | 37.000  |
| Ferencvárosi TC        | 35.000  |
| FK Bodø/Glimt          | 28.000  |
| Drużyny nierozstawione |         |
| Drużyna                | Wsp.    |
| FC Midtjylland         | 25.500  |
| Malmö FF               | 18.500  |
| Jagiellonia Białystok  | 5.075   |

Ścieżka ligowa:
| Drużyny rozstawione    |        |
| Drużyna                | Wsp.   |
| Rangers                | 63.000 |
| Slavia Praga           | 53.000 |
| Red Bull Salzburg      | 50.000 |
| Lille OSC              | 47.000 |
| Drużyny nierozstawione |        |
| Drużyna                | Wsp.   |
| Fenerbahçe SK          | 36.000 |
| Union SG               | 27.000 |
| Dynamo Kijów           | 26.500 |
| Twente                 | 12.260 |

### Pary III rundy kwalifikacyjnej
| Drużyna 1             | Wynik dwumeczu | Drużyna 2         | Pierwszy mecz | Drugi mecz  |
| --------------------- | -------------- | ----------------- | ------------- | ----------- |
| Ścieżka mistrzowska   |                |                   |               |             |
| Qarabağ FK            | 8:4            | Łudogorec Razgrad | 1:2           | 7:2 (dogr.) |
| Slovan Bratysława     | 2:0            | APOEL Nikozja     | 2:0           | 0:0         |
| Sparta Praga          | 4:3            | FCSB              | 1:1           | 3:2         |
| Malmö FF              | 6:5            | PAOK FC           | 2:2           | 4:3 (dogr.) |
| FC Midtjylland        | 3:1            | Ferencvárosi TC   | 2:0           | 1:1         |
| Jagiellonia Białystok | 1:5            | FK Bodø/Glimt     | 0:1           | 1:4         |
| Ścieżka ligowa        |                |                   |               |             |
| Slavia Praga          | 4:1            | Union SG          | 3:1           | 1:0         |
| Lille OSC             | 3:2            | Fenerbahçe SK     | 2:1           | 1:1 (dogr.) |
| Dynamo Kijów          | 3:1            | Rangers           | 1:1           | 2:0         |
| Red Bull Salzburg     | 5:4            | Twente            | 2:1           | 3:3         |

### Pierwsze mecze

#### Ścieżka mistrzowska
| 16 sierpnia 2024 | Qarabağ FK  | 1:2   | Łudogorec Razgrad       |                                                                                      |
| 18:00 CEST       | Juninho 65' | (0:0) | 56' Almeida · 87' Vidal | Stadion Republikański im. Tofiqa Bəhramova, Baku Widzów: 29 300 Sędzia: Urs Schnyder |

| 27 sierpnia 2024 | Slovan Bratysława               | 2:0   | APOEL Nikozja |                                                                              |
| 20:30 CEST       | Petrović 74' (sam.) · Mak 90+3' | (0:0) |               | Národný futbalový štadión, Bratysława Widzów: 20 404 Sędzia: Allard Lindhout |

| 36 sierpnia 2024 | Sparta Praga | 1:1   | FCSB     |                                                          |
| 20:00 CEST       | Olatunji 78' | (0:0) | 61' Dawa | Generali Arena, Praga Widzów: 17 229 Sędzia: Rohit Saggi |

| 46 sierpnia 2024 | Malmö FF                 | 2:2   | PAOK FC                 |                                                            |
| 19:00 CEST       | Jansson 28' · Nanasi 67' | (1:1) | 42' Taison · 75' Rahman | Swedbank Stadion, Malmö Widzów: 18 658 Sędzia: John Beaton |

| 56 sierpnia 2024 | FC Midtjylland      | 2:0   | Ferencvárosi TC |                                                    |
| 19:15 CEST       | Buksa 17' · Djú 69' | (1:0) |                 | MCH Arena, Herning Widzów: 8 449 Sędzia: Matej Jug |

| 67 sierpnia 2024 | Jagiellonia Białystok | 0:1   | FK Bodø/Glimt      |                                                                  |
| 20:45 CEST       |                       | (0:0) | 58' (sam.) Diéguez | Stadion Miejski, Białystok Widzów: 19 447 Sędzia: Sven Jablonski |

#### Ścieżka ligowa
| 17 sierpnia 2024 | Slavia Praga                | 3:1   | Union SG         |                                                            |
| 19:00 CEST       | Chorý 19', 41' · Dorley 57' | (2:0) | 73' (sam.) Bužek | Fortuna Arena, Praga Widzów: 18 470 Sędzia: Tobias Stieler |

| 26 sierpnia 2024 | Lille OSC                   | 2:1   | Fenerbahçe SK |                                                                     |
| 20:30 CEST       | Santos 12' · Zhegrova 90+1' | (1:0) | 80' Kahveci   | Stade du Hainaut, Valenciennes Widzów: 12 908 Sędzia: István Kovács |

| 36 sierpnia 2024 | Dynamo Kijów   | 1:1   | Rangers       |                                                           |
| 20:00 CEST       | Jarmołenko 38' | (1:0) | 90+4' Dessers | Arena Lublin, Lublin Widzów: 8 315 Sędzia: Donatas Rumšas |

| 46 sierpnia 2024 | Red Bull Salzburg  | 2:1   | Twente     |                                                               |
| 20:45 CEST       | Kjærgaard 41', 85' | (1:0) | 90+1' Vlap | Red Bull Arena, Salzburg Widzów: 17 381 Sędzia: António Nobre |

### Rewanże

#### Ścieżka mistrzowska
| 113 sierpnia 2024 | Łudogorec Razgrad  | 2:7 (pd.)       | Qarabağ FK                                                                              |                                                             |
| 20:00 CEST        | Duah 13', 23' (k.) | (2:3, 2:3, 2:4) | 7' Juninho · 45+1' (k.), 118' Benzia · 45+5', 112' Andrade · 93' Bayramov · 111' Xhixha | Łudogorec Arena, Razgrad Widzów: 7 700 Sędzia: Simone Sozza |

| 213 sierpnia 2024 | APOEL Nikozja | 0:0   | Slovan Bratysława |                                                              |
| 19:00 CEST        |               | (0:0) |                   | Stadion GSP, Nikozja Widzów: 13 507 Sędzia: Sascha Stegemann |

| 313 sierpnia 2024 | FCSB                    | 2:3   | Sparta Praga                             |                                                                 |
| 20:30 CEST        | Olaru 60' · Edjouma 85' | (0:3) | 13', 28' (k.) Birmančević · 30' Haraslín | Stadionul Steaua, Bukareszt Widzów: 28 875 Sędzia: Morten Krogh |

| 413 sierpnia 2024 | PAOK FC                                      | 3:4 (pd.)       | Malmö FF                                               |                                                               |
| 19:30 CEST        | Taison 21' · Kulierakis 44' · Živković 45+4' | (3:2, 3:3, 3:4) | 10', 45' Nanasi · 90+6' Zätterström · 99' Christiansen | Stadion Tumba, Saloniki Widzów: 17 678 Sędzia: Marco Di Bello |

| 513 sierpnia 2024 | Ferencvárosi TC | 1:1   | FC Midtjylland |                                                                |
| 20:00 CEST        | Cissé 17'       | (1:0) | 50' Sørensen   | Groupama Aréna, Budapeszt Widzów: 18 027 Sędzia: Orel Grinfeld |

| 613 sierpnia 2024 | FK Bodø/Glimt                                 | 4:1   | Jagiellonia Białystok |                                                            |
| 19:00 CEST        | Brunstad Fet 34', 56' · Määttä 38' · Høgh 71' | (2:1) | 4' (sam.) Berg        | Aspmyra Stadion, Bodø Widzów: 7 228 Sędzia: Sven Jablonski |

#### Ścieżka ligowa
| 113 sierpnia 2024 | Union SG | 0:1   | Slavia Praga |                                                                               |
| 20:30 CEST        |          | (0:0) | 84' Jurečka  | Stade Constant Vanden Stock, Anderlecht Widzów: 5 499 Sędzia: Srđan Jovanović |

| 213 sierpnia 2024 | Fenerbahçe SK        | 1:1 (pd.)       | Lille OSC       |                                                                                  |
| 19:00 CEST        | Diakité 90+1' (sam.) | (0:0, 1:0, 1:0) | 118' (k.) David | Fenerbahçe Şükrü Saracoğlu, Stambuł Widzów: 40 474 Sędzia: José Sánchez Martínez |

| 313 sierpnia 2024 | Rangers | 0:2   | Dynamo Kijów                  |                                                          |
| 20:45 CEST        |         | (0:0) | 82' Pichalonok · 84' Wołoszyn | Hampden Park, Glasgow Widzów: 39 180 Sędzia: Marco Guida |

| 413 sierpnia 2024 | Twente                                         | 3:3   | Red Bull Salzburg                      |                                                                |
| 19:00 CEST        | Hilgers 43' · Van Hoorenbeeck 64' · Steijn 87' | (1:2) | 17' Kjærgaard · 25' Dorgeles · 46' Yeo | De Grolsch Veste, Enschede Widzów: 29 200 Sędzia: Irfan Peljto |

## Runda play-off
W tej rundzie kwalifikacji utrzymany został podział na 2 ścieżki – mistrzowską i ligową:
- do startu w rundzie play-off w ścieżce mistrzowskiej uprawnionych było 10 drużyn (w tym 6 zwycięzców III rundy), z czego 5 było rozstawionych;
- do startu w rundzie play-off w ścieżce ligowej uprawnione były 4 drużyny (zwycięzcy III rundy), z czego 2 były rozstawione.

Drużyny, które przegrały w tej rundzie, otrzymały prawo gry w fazie ligowej Ligi Europy UEFA.

### Podział na koszyki
Uwaga: Losowanie rundy play-off odbyło się przed zakończeniem III rundy kwalifikacyjnej, więc rozstawienia dokonano przyjmując założenie, że awans uzyska drużyna z najwyższym współczynnikiem w poprzedniej rundzie. W przypadku awansu, którejś z drużyn nierozstawionej, w rundzie play-off przejmuje ona współczynnik najwyżej rozstawionego rywala.
Oznaczenia:
| Drużyny, które awansowały z III rundy eliminacyjnej zachowując swój współczynnik. |

| Drużyny, które zaczęły rywalizację od rundy play-off. |

| Drużyny, które awansowały z III rundy eliminacyjnej, przejmując współczynnik rywala. |

Ścieżka mistrzowska:
| Drużyny rozstawione    |        |
| Drużyna                | Wsp.   |
| Dinamo Zagrzeb         | 50.000 |
| FK Crvena zvezda       | 40.000 |
| Malmö FF               | 37.000 |
| FC Midtjylland         | 35.000 |
| BSC Young Boys         | 34.500 |
| Drużyny nierozstawione |        |
| Drużyna                | Wsp.   |
| Qarabağ FK             | 33.000 |
| Galatasaray SK         | 31.500 |
| Slovan Bratysława      | 30.500 |
| FK Bodø/Glimt          | 28.000 |
| Sparta Praga           | 22.500 |

Ścieżka ligowa:
| Drużyny rozstawione    |        |
| Drużyna                | Wsp.   |
| Dynamo Kijów           | 63.000 |
| Slavia Praga           | 53.000 |
| Drużyny nierozstawione |        |
| Drużyna                | Wsp.   |
| Red Bull Salzburg      | 50.000 |
| Lille OSC              | 47.000 |

### Pary rundy play-off
| Drużyna 1           | Wynik dwumeczu | Drużyna 2         | Pierwszy mecz | Drugi mecz |
| ------------------- | -------------- | ----------------- | ------------- | ---------- |
| Ścieżka mistrzowska |                |                   |               |            |
| BSC Young Boys      | 4:2            | Galatasaray SK    | 3:2           | 1:0        |
| Dinamo Zagrzeb      | 5:0            | Qarabağ FK        | 3:0           | 2:0        |
| FC Midtjylland      | 3:4            | Slovan Bratysława | 1:1           | 2:3        |
| FK Bodø/Glimt       | 2:3            | FK Crvena zvezda  | 2:1           | 0:2        |
| Malmö FF            | 0:4            | Sparta Praga      | 0:2           | 0:2        |
| Ścieżka ligowa      |                |                   |               |            |
| Lille OSC           | 3:2            | Slavia Praga      | 2:0           | 1:2        |
| Dynamo Kijów        | 1:3            | Red Bull Salzburg | 0:2           | 1:1        |

### Pierwsze mecze

#### Ścieżka mistrzowska
| 121 sierpnia 2024 | BSC Young Boys                        | 3:2   | Galatasaray SK     |                                                               |
| 21:00 CEST        | Monteiro 3', 45+4' · Ugrinić 86' (k.) | (2:0) | 66', 72' Batshuayi | Stadion Wankdorf, Berno Widzów: 31 500 Sędzia: Daniel Siebert |

| 220 sierpnia 2024 | Dinamo Zagrzeb                 | 3:0   | Qarabağ FK |                                                               |
| 21:00 CEST        | Pjaca 29' · Kulenović 75', 80' | (1:0) |            | Stadion Maksimir, Zagrzeb Widzów: 14 073 Sędzia: Glenn Nyberg |

| 321 sierpnia 2024 | FC Midtjylland | 1:1   | Slovan Bratysława |                                                                        |
| 21:00 CEST        | Chilufya 79'   | (0:0) | 59' Blackman      | MCH Arena, Herning Widzów: 9 202 Sędzia: Alejandro Hernández Hernández |

| 420 sierpnia 2024 | FK Bodø/Glimt             | 2:1   | FK Crvena zvezda |                                                           |
| 21:00 CEST        | Bjørtuft 52' · Määttä 62' | (0:0) | 75' Mimović      | Aspmyra Stadion, Bodø Widzów: 7 909 Sędzia: Ivan Kružliak |

| 521 sierpnia 2024 | Malmö FF | 0:2   | Sparta Praga                          |                                                                  |
| 21:00 CEST        |          | (0:1) | 31' (sam.) Stryger Larsen · 89' Ryneš | Swedbank Stadion, Malmö Widzów: 20 589 Sędzia: Jesús Gil Manzano |

#### Ścieżka ligowa
| 120 sierpnia 2024 | Lille OSC                | 2:0   | Slavia Praga |                                                                        |
| 21:00 CEST        | David 52' · Zhegrova 77' | (0:0) |              | Stade du Hainaut, Valenciennes Widzów: 15 019 Sędzia: Szymon Marciniak |

| 221 sierpnia 2024 | Dynamo Kijów | 0:2   | Red Bull Salzburg                 |                                                           |
| 21:00 CEST        |              | (0:1) | 29' Dorgeles · 50' (k.) Kjærgaard | Arena Lublin, Lublin Widzów: 7 126 Sędzia: Sandro Schärer |

### Rewanże

#### Ścieżka mistrzowska
| 127 sierpnia 2024 | Galatasaray SK | 0:1   | BSC Young Boys |                                        |
| 21:00 CEST        |                | (0:0) | 87' Virginius  | Rams Park, Stambuł Sędzia: Espen Eskås |

| 228 sierpnia 2024 | Qarabağ FK | 0:2   | Dinamo Zagrzeb               |                                                                         |
| 18:45 CEST        |            | (0:1) | 32' Pjaca · 53' (sam.) Silva | Stadion Republikański im. Tofiqa Bəhramova, Baku Sędzia: Michael Oliver |

| 328 sierpnia 2024 | Slovan Bratysława               | 3:2   | FC Midtjylland       |                                                              |
| 21:00 CEST        | Tolić 33', 82' · Barseghian 86' | (1:1) | 41' Şimşir · 50' Djú | Národný futbalový štadión, Bratysława Sędzia: Tobias Stieler |

| 428 sierpnia 2024 | FK Crvena zvezda            | 2:0   | FK Bodø/Glimt |                                                     |
| 21:00 CEST        | Bruno 26' (k.) · Spajić 59' | (1:0) |               | Stadion Crvena zvezda, Belgrad Sędzia: Davide Massa |

| 527 sierpnia 2024 | Sparta Praga                     | 2:0   | Malmö FF |                                              |
| 21:00 CEST        | Haraslín 80' (k.) · Rrahmani 83' | (0:0) |          | Generali Arena, Praga Sędzia: Clément Turpin |

#### Ścieżka ligowa
| 128 sierpnia 2024 | Slavia Praga              | 2:1   | Lille OSC    |                                            |
| 21:00 CEST        | Zafeiris 5' · Schranz 84' | (1:0) | 77' Zhegrova | Fortuna Arena, Praga Sędzia: Slavko Vinčić |

| 227 sierpnia 2024 | Red Bull Salzburg | 1:1   | Dynamo Kijów |                                                   |
| 21:00 CEST        | Daghim 12'        | (1:1) | 29' Wanat    | Red Bull Arena, Salzburg Sędzia: Halil Umut Meler |